# T.Palm-Pôle Continental Wallon
T.Palm-Pôle Continental Wallon ist ein belgisches Straßenradsportteam mit Sitz in Theux.
Die Mannschaft wurde 2006 gegründet und fährt seitdem als Continental Team.
Manager ist Mathieu Pirard, der von dem Sportlichen Leiter Pascal Pieterarens unterstützt wird.

## Saison 2018

### Erfolge bei den Nationalen Straßen-Radsportmeisterschaften
In den Rennen zu den Nationalen Straßen-Radsportmeisterschaften 2018 gelangen die nachstehenden Erfolge.
| Datum    | Rennen                                         | Sieger       |
| -------- | ---------------------------------------------- | ------------ |
| 23. Juni | Kanadische Meisterschaft – Straßenrennen (U23) | Edward Walsh |

## Saison 2017

### Mannschaft
| Teamkader 2017                                | Teamkader 2017     | Teamkader 2017 | Teamkader 2017                       |
| Name                                          | Geburtsdatum       | Land           | Vorheriges Team                      |
| --------------------------------------------- | ------------------ | -------------- | ------------------------------------ |
| Auxence Buntinx                               | 13. Dezember 1996  | Belgien        | Ottignies-Perwez (2015)              |
| Sébastien Carabin                             | 28. März 1989      | Belgien        |                                      |
| Olivier Cornet                                | 21. September 1997 | Belgien        | UC Seraing Crabbé Performance (2015) |
| Merlijn Decoster                              | 11. November 1994  | Belgien        |                                      |
| Guillaume Delvaux                             | 20. Juni 1996      | Belgien        | VC Ardennes (2014)                   |
| Antoine Didier                                | 31. März 1992      | Belgien        |                                      |
| Tom Galle                                     | 13. September 1995 | Belgien        |                                      |
| Guillaume Haag                                | 9. November 1989   | Belgien        |                                      |
| Julien Kaise                                  | 12. Januar 1995    | Belgien        | Color Code-Arden'Beef (2016)         |
| Max Emil Kørner                               | 3. Juni 1991       | Norwegen       | Ringeriks-Kraft (2016)               |
| Bastien Kroonen                               | 5. Dezember 1996   | Belgien        | VC Ardennes (2014)                   |
| Maximilien Picoux                             | 12. November 1995  | Belgien        | Color Code-Arden'Beef (2016)         |
| Caine Van Mol                                 | 3. Januar 1995     | Belgien        |                                      |
| Laurens Vandermeer                            | 12. März 1997      | Belgien        | Davo Tongeren (2015)                 |
| Anthony Vandrepotte                           | 26. April 1996     | Belgien        |                                      |
| Maxime Vekeman                                | 14. September 1993 | Belgien        |                                      |
| Hampus Anderberg (1. Jun.–31. Dez.)           | 25. Mai 1996       | Schweden       | ColoQuick-Cult (2016)                |
| Robin Haubruge (6. Jun.–31. Dez.)             | 23. Mai 1993       | Belgien        |                                      |
| David Fransen (11. Aug.–31. Dez.)             | 6. Februar 1997    | Belgien        |                                      |
| William Elliott (1. Aug.–31. Dez., Stagiaire) | 4. April 1995      | Kanada         |                                      |
| Edward Walsh (1. Aug.–31. Dez., Stagiaire)    | 22. November 1996  | Kanada         |                                      |
|                                               |                    |                |                                      |
| Quellen: Cycling Quotient Cycling Archives    |                    |                |                                      |

## Platzierungen in UCI-Ranglisten
UCI Africa Tour
| Saison    | Mannschaftswertung | Fahrerwertung        |
| --------- | ------------------ | -------------------- |
| 2009      | 20.                | Jérémy Burton (132.) |
| 2010      | 11.                | Jérémy Burton (81.)  |
| 2011-2016 | -                  | -                    |

UCI Europe Tour
| Saison    | Mannschaftswertung | Fahrerwertung          |
| --------- | ------------------ | ---------------------- |
| 2009      | 115.               | Romain Fondard (938.)  |
| 2010      | 85.                | Edwig Cammaerts (335.) |
| 2011      | 113.               | Boris Dron (1139.)     |
| 2012      | 91.                | Tom David (298.)       |
| 2013      | 111.               | Andrew Ydens (538.)    |
| 2014      | 122.               | Andrew Ydens (907.)    |
| 2015-2016 | -                  | -                      |

UCI Oceania Tour
| Saison    | Mannschaftswertung | Fahrerwertung        |
| --------- | ------------------ | -------------------- |
| 2009      | 20.                | Ryan Wills (47.)     |
| 2010      | 23.                | Romain Fondard (53.) |
| 2011-2016 | -                  | -                    |

## Ehemalige bekannte Fahrer
- Marc Streel (2006)
- Kevyn Ista (2007)